# Mercedes-Benz 300 SLR
La Mercedes-Benz 300 SLR è un'autovettura da competizione prodotta dalla Mercedes-Benz nel 1955 per poter competere nella 24 Ore di Le Mans e nel campionato mondiale vetture sport 1955.
Nonostante la somiglianza delle sigle, non derivava dalla Mercedes 300 SL presentata nel 1952, pur mantenendo delle somiglianze estetiche come l'apertura delle portiere ad ali di gabbiano per la versione coupé, ma era progettata sulla base della Mercedes monoposto da Formula 1 (codice progetto W196). La versione da competizione era a tetto scoperto.
La 300 SLR era dotata di un motore a otto cilindri di 2.982 cm³, dal quale venivano scaricati 310 cavalli per una velocità di punta di oltre 300 km/h
Juan Manuel Fangio, Stirling Moss e Karl Kling, indiscutibilmente tre icone dell'automobilismo, portarono questo modello alla vittoria e alla gloria in tutte le principali corse su strada del 1955: Mille Miglia, Targa Florio, Tourist Trophy, Eifelrennen (tenuta al Nürburgring Nordschleife) e Gran Premio di Svezia. Oltre a questi successi la vettura conobbe anche una notorietà negativa per il fatto di essere stata l'auto condotta da Pierre Levegh nell'edizione di quell'anno della 24 Ore di Le Mans, coinvolta in un gravissimo incidente stradale in cui persero la vita 84 persone compreso il pilota.